# Marblerock Lake
Marblerock Lake är en sjö i Kanada.   Den ligger i provinsen British Columbia, i den sydvästra delen av landet, 3 700 km väster om huvudstaden Ottawa. Marblerock Lake ligger 1 482 meter över havet.
I omgivningarna runt Marblerock Lake växer i huvudsak barrskog. Trakten runt Marblerock Lake är nära nog obefolkad, med mindre än två invånare per kvadratkilometer.